# Alhaji Gero
Salisu Abdullahi Gero, detto Alhaji (10 ottobre 1993), è un calciatore nigeriano, attaccante dello Jhapa.

## Caratteristiche tecniche
Centravanti, può giocare come ala destra o come seconda punta.

## Carriera

### Club

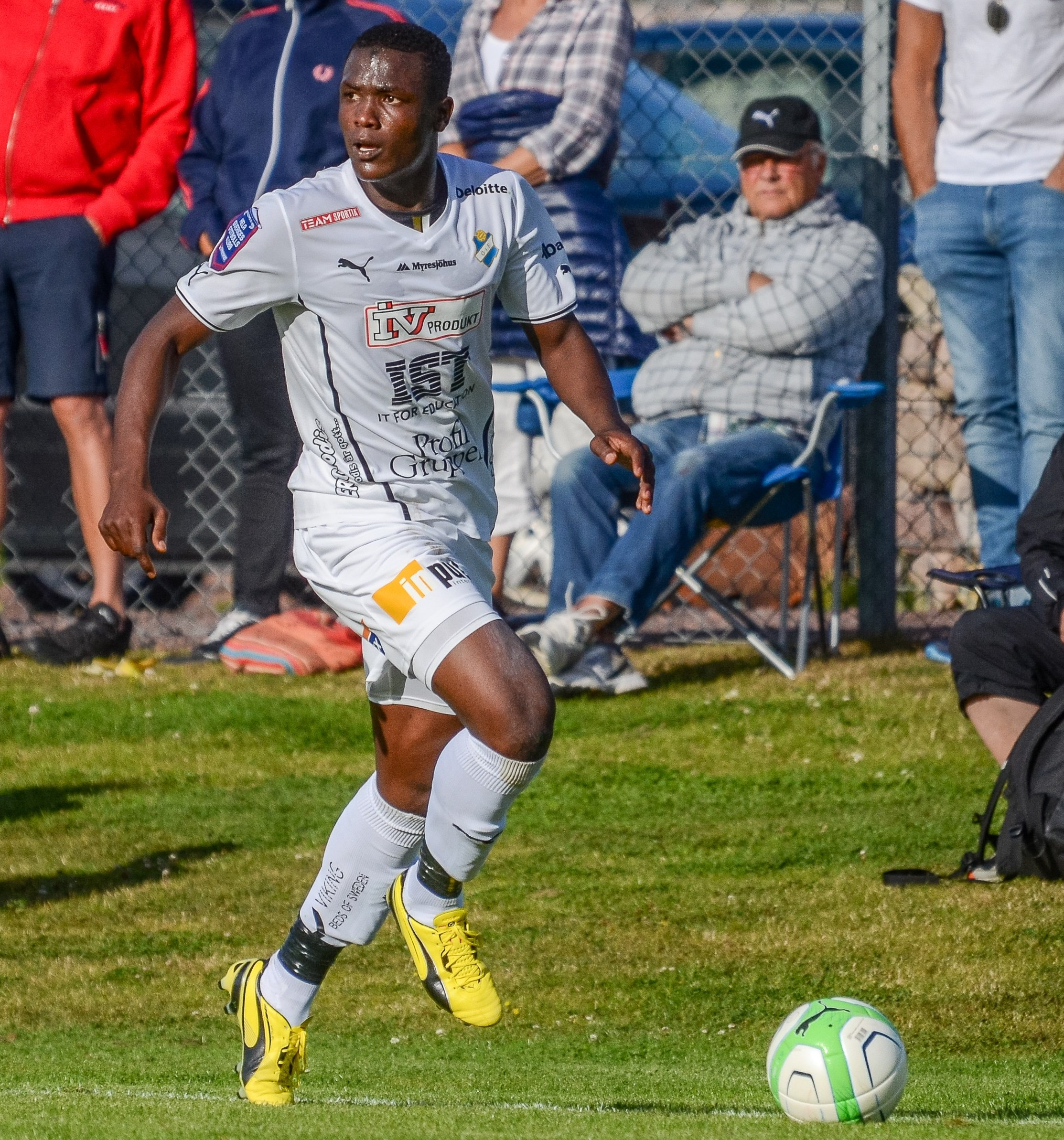
Gero nel 2013 con la squadra Under-21 dell'Öster

Acquistato dall'Öster nell'agosto del 2013, ha esordito ufficialmente il 16 agosto contro il Syrianska, in una partita casalinga vinta per 1-0. La sua prima rete in Allsvenskan l'ha realizzata il 30 settembre seguente, nella sconfitta esterna per 2-1 contro l'AIK.
A seguito delle due retrocessioni consecutive subite dell'Öster, Gero si è accordato con i danesi del Viborg, con cui ha giocato due mezze stagioni nell'anno solare 2015: una in 1. Division e una in Superligaen grazie alla promozione ottenuta dalla squadra.
Complice lo scarso spazio a disposizione, durante la pausa invernale ha rescisso con il Viborg e firmato con gli svedesi dell'Östersund, alla loro prima stagione in Allsvenskan. Il 13 aprile 2017 ha vinto la Coppa di Svezia 2016-2017, segnando anche il gol del temporaneo 3-1 nella finale contro l'IFK Norrköping. Pochi mesi dopo ha debuttato in Europa League, arrivando fino ai sedicesimi contro l'Arsenal.
Nell'agosto 2018 è stato ceduto dall'Östersund agli iraniani dell'Esteghlal. La sua permanenza nel paese persiano tuttavia è durata poco, dato che già nel successivo mese di dicembre ha rescisso.
Nel febbraio 2019 ha fatto ritorno all'Östersund, con un contratto di breve durata valido fino all'estate seguente. Scaduto l'accordo, a luglio è rimasto in Allsvenskan con il passaggio all'Helsingborg fino al 2022. La squadra è retrocessa al termine del campionato 2020 ma, nonostante l'abbassamento di categoria, nel corso della Superettan 2021 Gero è stato utilizzato dal nuovo tecnico Jörgen Lennartsson in sole tre occasioni. A fine anno ha così lasciato la squadra.

### Nazionale
Ha partecipato ai Mondiali Under-20 del 2013.

## Palmarès

### Club

#### Competizioni nazionali
- Coppa di Svezia: 1

Östersund: 2016-2017